# Jerônimo Monteiro Filho
Jerônimo Monteiro Filho (São Paulo, 23 de julho de 1889 – Rio de Janeiro, 8 de janeiro de 1962) foi um engenheiro e político brasileiro.
Filho de Jerônimo de Sousa Monteiro e Cecília Bastos Monteiro, casou com Iolanda Monteiro.
Graduado em engenharia civil em abril de 1920 pela Escola Politécnica do Rio de Janeiro. Foi eleito senador pelo ESpírito Santo nas eleições gerais no Brasil em 1935 pelo Partido da Lavoura. Exerceu o mandato de senador de maio de 1935 a novembro de 1937.

## Obras
- Estudos de estradas (1935)
- Construção de estradas (1941)
- Curso de estradas (3 volumes)
- Comprimento virtual
- A formação mental do Brasil
- Panoramas capixabas